# Constructions Mécaniques de Normandie
Constructions Mécaniques de Normandie (CMN) je francouzská loděnice sídlící v Cherbourgu zabývající se především stavbou jachet a menších kategorií válečných lodí. Známou se stala napřídklad díky stavbě raketových člunů La Combattante. Loděnice byla založena roku 1956. Od té doby v ní bylo postaveno více než 350 plavidel. Je součástí holdingu Abu Dhabi MAR.

## Hlavní projekty

### Korvety

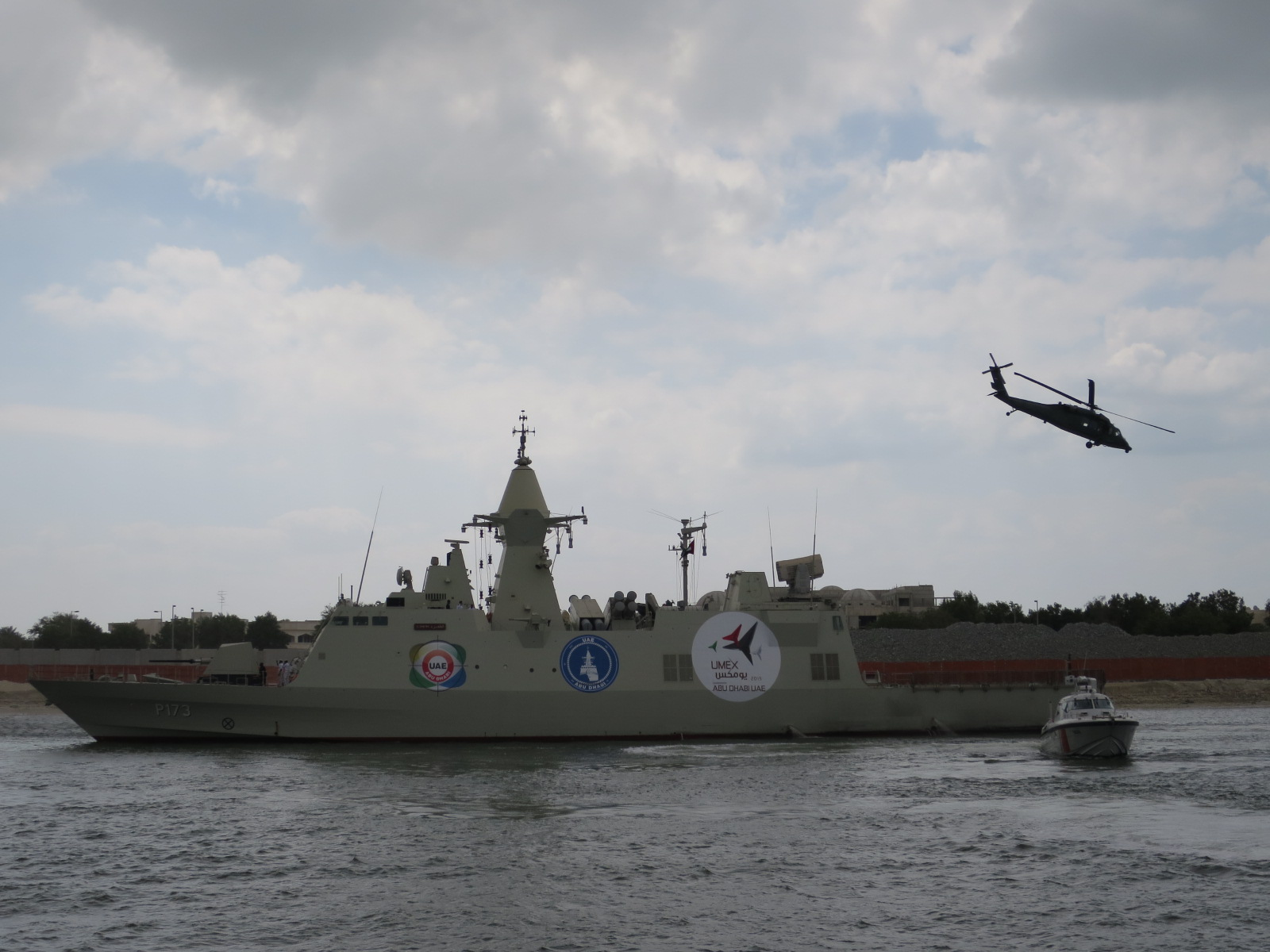
Korveta Al Dhafra (P173)

- Třída Baynunah

### Raketové čluny
- La Combattante (P730)

- Typová řada La Combattante I
  - Třída Um Al Maradim
  - Třída Sa'ar 2
  - Třída Sa'ar 1

- Typová řada La Combattante II
  - Třída Tiger (typ 148)
  - Třída Sa'ar 3
  - Třída Perdana
  - Třída Kaman
  - Třída Beir Grassa

- Typová řada La Combattante III
  - Třída Damsah
  - Třída Galité
  - Třída Siri (La Combattante IIIB)

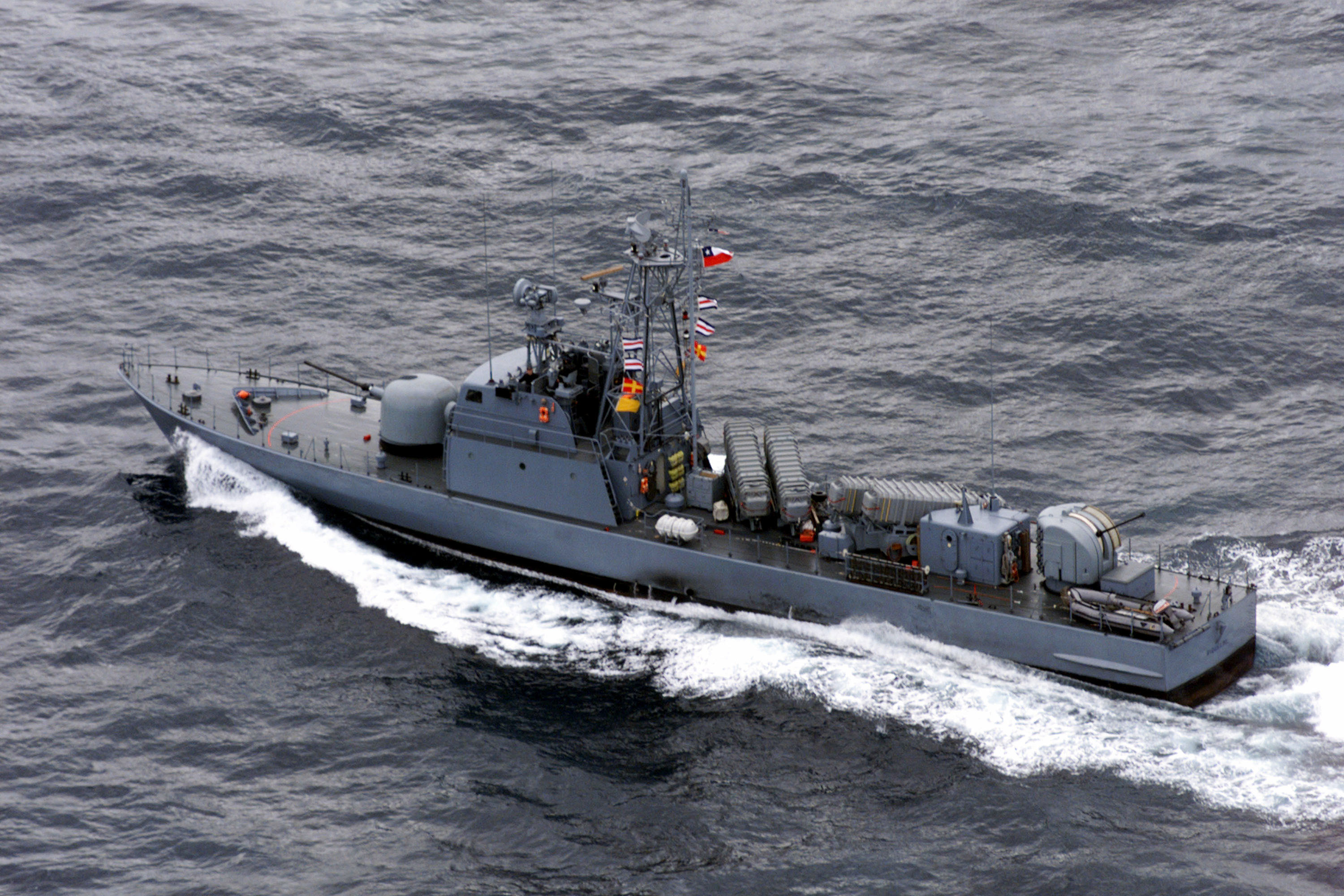
Raketový člun třídy Tiger

  - Třída Lascos (La Combattante IIIN)

- Typová řada La Combattante FS56
  - Třída Combattante FS56

### Hlídkové lodě

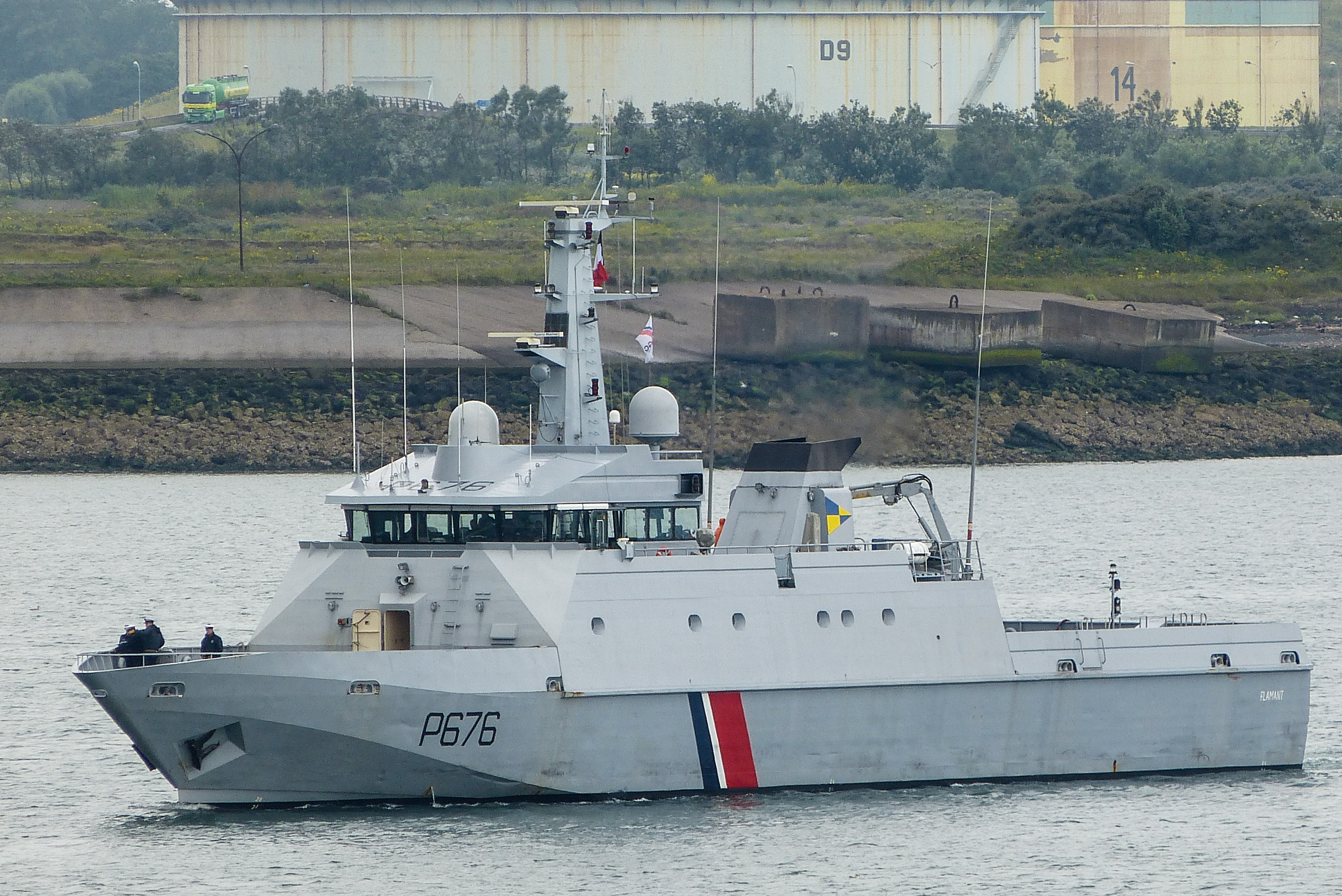
Oceánská hlídková loď Flamant (P676)

- Třída Al Bushra
- Třída Ocean Eagle 43
- Třída HSI 32
- Třída Flamant
- Třída P400
- Třída El Wacil

### Minolovky

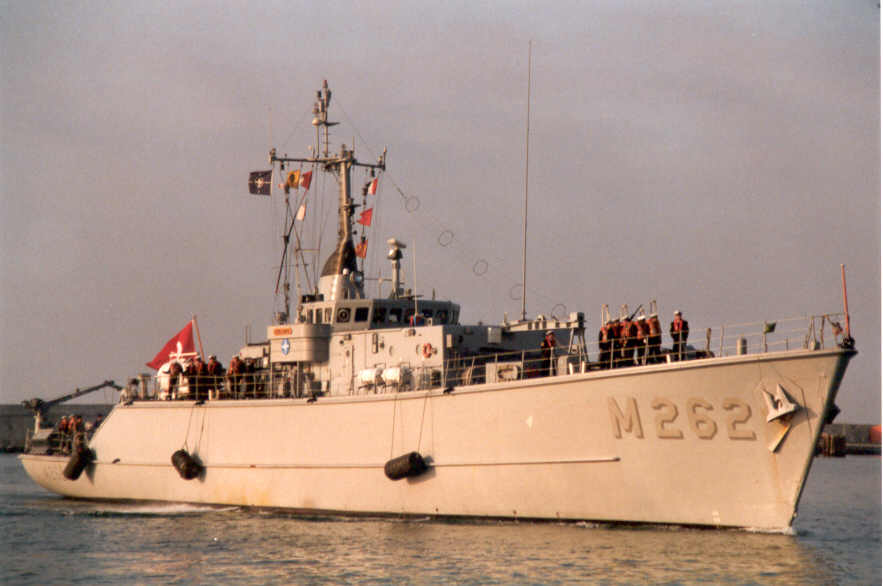
Minolovka třídy Circé

- Třída Circé
- Třída Mercure
- Třída Sirius